# Cora (foguete)

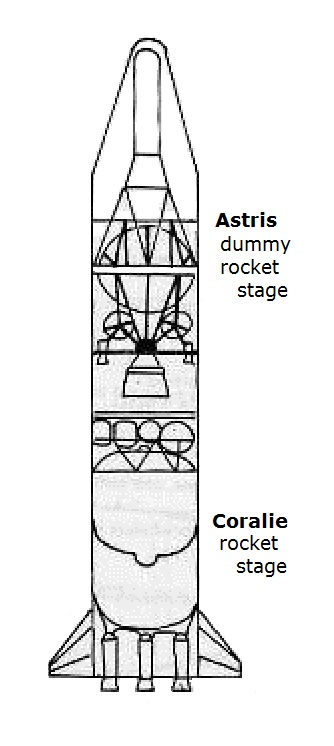
Diagrama de um foguete Cora.

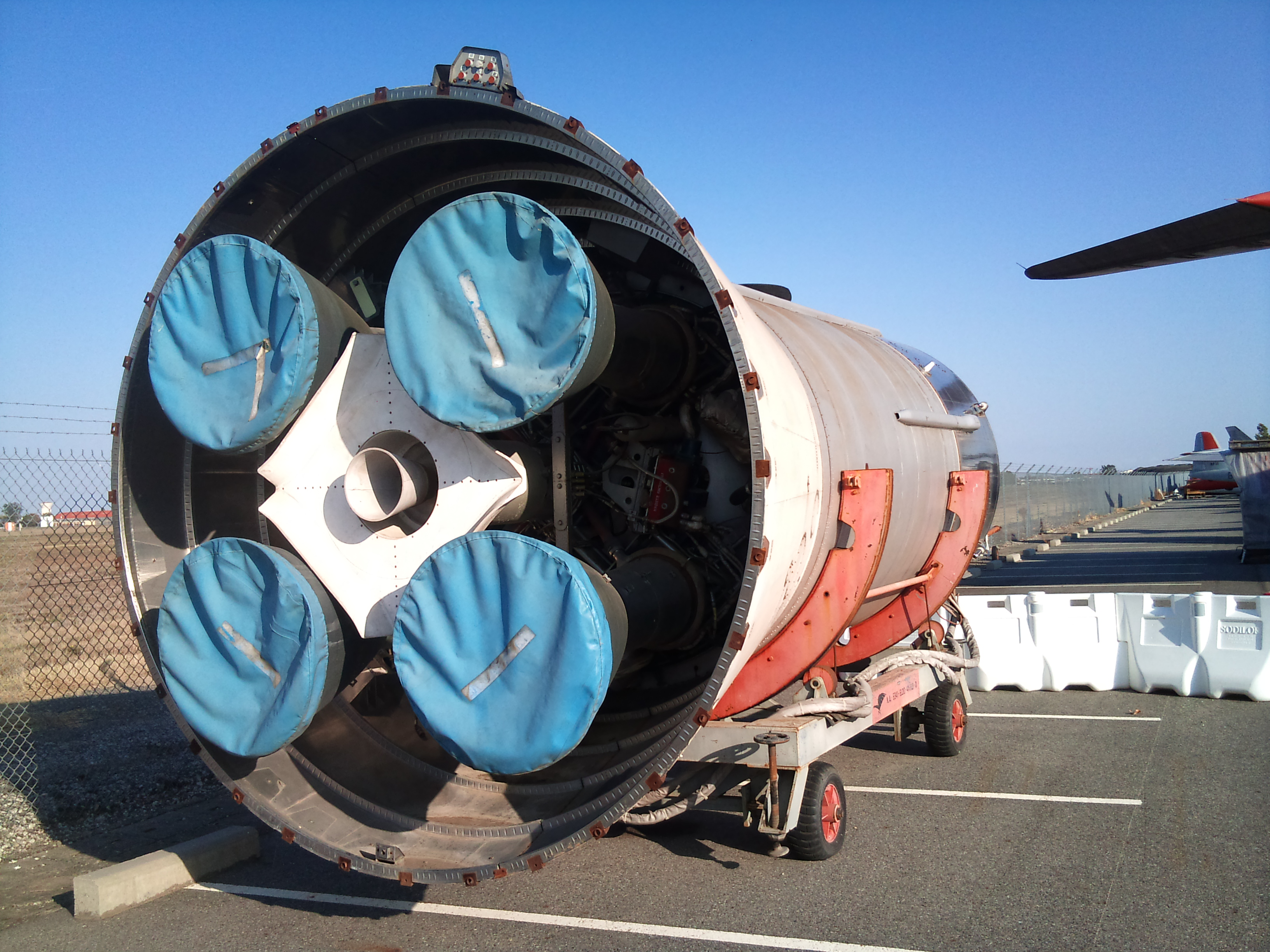
Cora

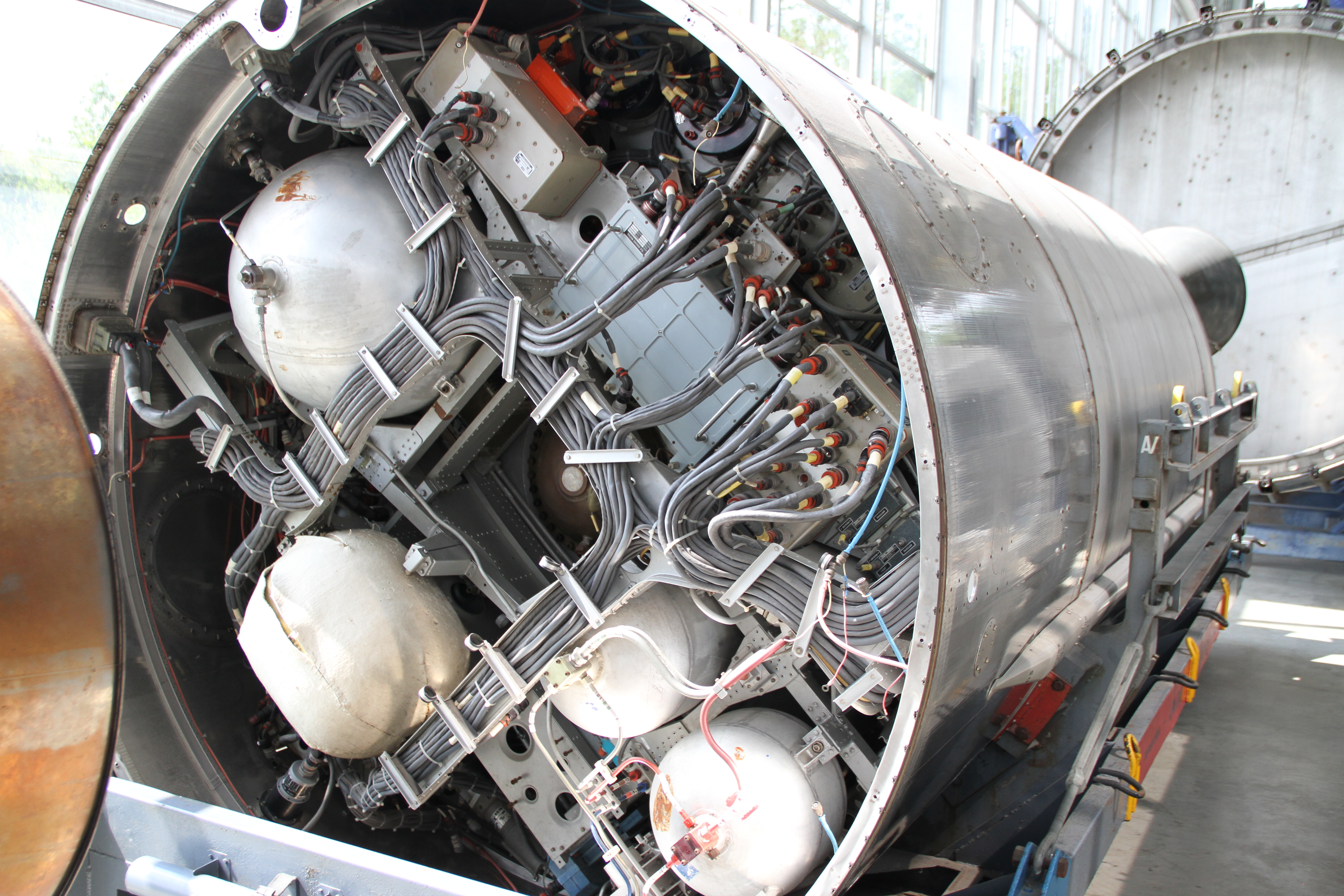
Cora

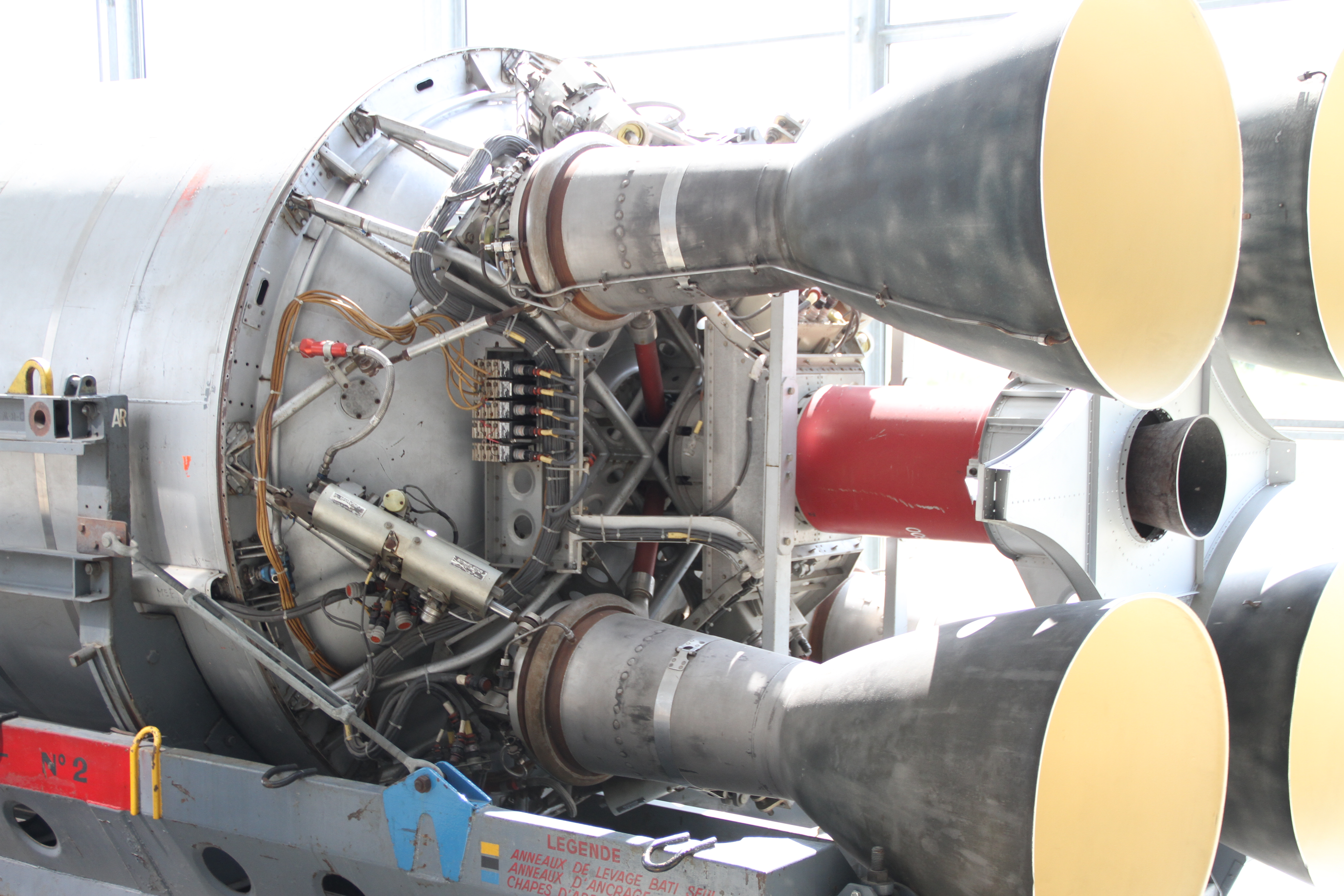
Cora

Cora é um foguete de sondagem mono estágio de origem Francesa, movido a combustíveis líquidos:
N2O4 e UDMH, usado para realizar experimentos como parte do programa
ELDO (European Launcher Development Organization). Ele foi projetado para realizar testes dos estágios superiores do futuro lançador Europeu, que seria composto por: um Coralie francês no primeiro estágio, um Astris alemão como segundo e um artefato aerodinâmico final italiano.
A versão Cora 1, teria apenas um estágio ativo encimado por modelos inertes, enquanto o Cora 2, seria um veículo de dois estágios sendo o segundo, um dos foguetes a ser testado. No antanto, só a primeira versão foi construída e testada por três vezes.
Essa versão do Cora, tinha 5,5 m de altura, 2 m de diâmetro e pesava 12 tonelas (9,85 de combustível). Com o estágio de teste inerte usado na época, a altura chegava a
11,5 m e o peso a 16,5 toneladas. Os lançamentos ocorreram respectivamente: em 27 de novembro e 18 de dezembro de 1966 de Hammaguir, em 25 de outubro de 1967, o terceiro e último lançamento ocorreu em Biscarrosse. Desses, apenas o segundo foi bem sucedido. O Cora, foi o maior foguete lançado da
Europa Ocidental.